# Silla del Rey
Silla del Rey és una escultura al carrer Silla del Rey, a la ciutat d'Oviedo (Astúries, Espanya). La Silla del Rey és un banc o canapè de pedra esculpit a 1776 per Manuel Reguera. Inicialment es va instal·lar a l'antiga carretera a Galícia (avui carrer de Fuertes Acevedo), encara que posteriorment es va traslladar a l'avinguda d'Itàlia, al Campo de San Francisco. Aquí va romandre fins a la dècada de 1990, quan l'Ajuntament va decidir tornar a la seva localització original, a la cantonada del carrer Fuertes Acevedo amb el carrer que va batejar l'escultura, Silla del Rey. Està decorat amb la Creu dels Àngels i en el seu suport hi ha una inscripció que indica: 
| « | Reinando la magestad-del señor Carlos III-y siendo su Regente-en este Principado- D. Miguel- de Barreda y Yebra-se feneció este paseo-Año de 1776 | » |